# 대한변리사회
대한변리사회(大韓辨理士會, Korea Patent Attorney Association)는 국내 유일의 지식재산권 전문자격사인 변리사 단체로 지식재산권 제도 발전을 도모하고, 국가 산업 발전을 목표로 설립된 법정단체입니다.
대한변리사회는 1946년 설립 이후 지금까지 특허·실용신안·상표·디자인 등 지식재산권을 통해 대한민국 기업과 산업의 성장을 견인할 수 있도록 지원해왔습니다.

## 연혁
- 1946년 6월 26일 : [조선변리사회] 창립
- 1947년 5월 1일 : [한국변리사회]로 개칭
- 1961년 12월 23일 : 변리사법 제정(법률 제864호)
- 1962년 3월 22일 : 변리사법 시행령 제정(각령 제556호)
- 1962년 3월 27일 : [대한변리사회] 창립, 대한변리사회 회칙 제정

## 같이 보기
- 변리사
- 대한민국 특허청